# Steeler
Steeler est un groupe de hard rock et glam metal américain, originaire de Nashville, dans le Tennessee. Le groupe ne publie qu'un unique album homonyme avant de se séparer en 1984. Un album à titre posthume, Metal Generation: The Steeler Anthology, est publié en 2005.

## Biographie
Le groupe est formé en 1981 à Nashville et comprend Ron Keel au chant et à la guitare, Michael Dunigan à la guitare solo, Bobby Eva à la batterie, et Tim Morrison à la basse. En 1982, ils sortent le single Cold Day in Hell/Take Her Down. La compilation Metal Massacre, publiée par le label Metal Blade Records, contient Cold Day in Hell. Bobby Eva est remplacé très vite par le batteur Mark Edwards. Cette nouvelle formation ne dure pas longtemps et ne sort ni albums, ni singles.
Peu après, Dunigan et Morrison quittent Steeler et sont remplacés par Rik Fox à la basse et un jeune guitariste suédois de 18 ans, Yngwie Malmsteen. Cette nouvelle formation sort le premier album du groupe, Steeler, qui a un succès commercial modéré, même s'il est maintenant très recherché par les nombreux fans de Malmsteen. Au bout de quatre mois, incluant neuf concerts et les séances d'enregistrement, Yngwie est remplacé par Mitch Perry.
Mitch Perry, Rik Fox et Mark Edwards s'en vont à leur tour et sont remplacés par Kurt James à la guitare, Greg Chaisson à la basse et Bobby Marks à la batterie. Cette formation ne publie également ni albums bi singles. À la suite de ces changements constants, Steeler n'a jamais réussi à signer avec un label et Ron Keel décide d'arrêter ce groupe et démarrer un nouveau projet sous son propre nom, Keel.

## Discographie

### Albums studio
- 1983 : Steeler
- 2005 : Metal Generation: The Steeler Anthology

### Singles
- 1982 : Cold Day in Hell/Take Her Down